# I Walk Tour
Die I Walk Tour (englisch für „Ich-laufe-Tournee“) war eine Konzerttournee des deutschen Sängers Herbert Grönemeyer, die am 23. Februar 2013 in Chicago begann und am 28. September 2013 in Los Angeles beendet wurde. Die Tournee umfasste 14 Konzerte in Nordamerika (Vereinigte Staaten und Kanada).

## Konzerttermine
| Nr.                     | Datum                   | Land                    | Stadt                   | Veranstaltungsort       | Besucher                | Beleg                   |
| Leg 1 – Auftaktkonzerte | Leg 1 – Auftaktkonzerte | Leg 1 – Auftaktkonzerte | Leg 1 – Auftaktkonzerte | Leg 1 – Auftaktkonzerte | Leg 1 – Auftaktkonzerte | Leg 1 – Auftaktkonzerte |
| ----------------------- | ----------------------- | ----------------------- | ----------------------- | ----------------------- | ----------------------- | ----------------------- |
| 1                       | 23. Februar 2013        | Vereinigte Staaten      | Chicago                 | Chicago Theatre         | 1.000                   | [ 6 ]                   |
| 2                       | 26. Februar 2013        | Vereinigte Staaten      | New York City           | Irving Plaza            | 1.000                   | [ 7 ]                   |
| Leg 2 – Herbsttour 2013 |                         |                         |                         |                         |                         |                         |
| 3                       | 11. September 2013      | Vereinigte Staaten      | Atlanta                 | Buckhead Theater        |                         |                         |
| 4                       | 13. September 2013      | Vereinigte Staaten      | Washington, D.C.        | 9:30 Club               |                         |                         |
| 5                       | 15. September 2013      | Vereinigte Staaten      | Glenside                | Keswick Theatre         |                         |                         |
| 6                       | 16. September 2013      | Vereinigte Staaten      | New York City           | Irving Plaza            |                         |                         |
| 7                       | 17. September 2013      | Vereinigte Staaten      | Boston                  | Wilbur Theatre          |                         |                         |
| 8                       | 19. September 2013      | Kanada                  | Montreal                | Théâtre National        | 223                     | [ 1 ]                   |
| 9                       | 20. September 2013      | Kanada                  | Toronto                 | The Opera House         | 537                     | [ 2 ]                   |
| 10                      | 22. September 2013      | Vereinigte Staaten      | Chicago                 | Lincoln Hall            |                         |                         |
| 11                      | 23. September 2013      | Vereinigte Staaten      | Minneapolis             | Cedar Cultural Center   |                         |                         |
| 12                      | 25. September 2013      | Vereinigte Staaten      | Boulder                 | Boulder Theater         |                         |                         |
| 13                      | 27. September 2013      | Vereinigte Staaten      | San Francisco           | Bimbo’s 365 Club        |                         |                         |
| 14                      | 28. September 2013      | Vereinigte Staaten      | Los Angeles             | The Fonda Theater       | 393                     | [ 3 ]                   |
| Zusammenfassung         | Zusammenfassung         | Zusammenfassung         | Zusammenfassung         | Zusammenfassung         | +                       | +                       |

## Setlist
Entnommen aus dem Konzert vom 23. Februar 2013.
1. The Tunnel
2. I Walk
3. I’m on Fire (Original: Bruce Springsteen)
4. All That I Need
5. What’s All This
6. You Were Always on My Mind (Original: Gwen McCrae)
7. Will I Ever Learn
8. To the Sea
9. Before the Morning
10. The Letter (Original: The Box Tops)
11. Because of You
12. Behind the Glass
13. Alcohol
14. Love’s the Rush
15. Airplanes in My Head
16. Mensch
17. Keep Hurting Me (1. Zugabe)
18. Bochum (2. Zugabe)
19. Vollmond (3. Zugabe)
20. Celebrate the Day (4. Zugabe)
21. Same Old Boys (5. Zugabe)